# William Kvist
William Kvist Jørgensen (Rønde, 24 febbraio 1985) è un ex calciatore danese, di ruolo centrocampista.

## Palmarès

### Club

#### Competizioni nazionali
- Campionato danese: 6

Copenaghen: 2005-2006, 2006-2007, 2008-2009, 2009-2010, 2016-2017, 2018-2019
- Coppa di Danimarca: 2

Copenaghen: 2009, 2016-2017

#### Competizioni internazionali
- Royal League: 1

Copenhagen: 2005-2006

### Individuale
- Calciatore danese dell'anno: 2

2010, 2011